# تپه چهل ماه
تپه چهل ماه مربوط به دوران پیش از تاریخ ایران باستان است و در رشتخوار، ۲ کیلومتری شمال شهر رشتخوار واقع شده و این اثر در تاریخ ۱۸ اسفند ۱۳۸۷ با شمارهٔ ثبت ۲۴۹۸۶ به‌عنوان یکی از آثار ملی ایران به ثبت رسیده است.
وجود آثاری از ظروف سفالین شکسته شده قدمت و همچنین مسکونی بودن این تپه را تأیید می‌کند.
بخش زیادی از تپه چهل ماه در جریان خاکبرداری مسیر راه آهن رشتخوار- خواف تخریب شده است.